# Кашгар (область)
39°27′56″ пн. ш. 75°59′31″ сх. д. / 39.46556° пн. ш. 75.99206° сх. д.
Кашгар (кит. 喀什地区, пін. Kāshí Dìqū; трансліт. Kaxgar) — адміністративна одиниця другого рівня у складі Сіньцзян-Уйгурського автономного району, КНР. Центр префектури і найбільше місто — Кашгар.
Префектура межує з Таджикистаном (Горно-Бадахшанська АО) і Афганістаном (провінція Бадахшан) на заході, Пакистаном (Гілгіт-Балтистан) на південному заході та Індією (територія Ладакх) на півдні.

## Адміністративний поділ
Префектура поділяється на 1 місто і 11 повітів (один з них є автономним):
| Карта | Карта            | Карта                  | Карта            |
| --- | ---------------- | ---------------------- | ---------------- |
| Ташкурган-Таджик Шуфу Кашгар ① Янгісар Пайзіват ② Яркенд ③ Маралбаши Макіт Каргалик ① Шуле ② Юпурга ③ Посгам |                  |                        |                  |
| Статус | Назва            | Оригінал               | Населення (2010) |
| Місто | Кашгар           | 喀什市                 | 506 640          |
| Повіт | Каргалик         | 叶城县                 | 454 328          |
| Повіт | Маралбаши        | 巴楚县                 | 336 274          |
| Повіт | Макіт            | 麦盖提县               | 258 978          |
| Повіт | Пайзіват         | 伽师县                 | 381 767          |
| Повіт | Посгам           | 泽普县                 | 206 936          |
| Повіт | Шуле             | 疏勒县                 | 312 455          |
| Повіт | Шуфу             | 疏附县                 | 311 960          |
| Повіт | Юпурга           | 岳普湖县               | 147 688          |
| Повіт | Янгісар          | 英吉沙县               | 262 067          |
| Повіт | Яркенд           | 莎车县                 | 762 385          |
| Автономний повіт                                                                                             | Ташкурган-Таджик | 塔什库尔干塔吉克自治县 | 37 843           |